# Stefan Dohr
Stefan Dohr (Münster, 3 settembre 1965) è un cornista e docente tedesco; è primo corno dei Berliner Philharmoniker. Oltre ad essere un ricercato insegnante di master class, insegna corno all'Accademia Herbert von Karajan.

## Biografia
Stefan Dohr ha studiato con il Prof. Wolfgang Wilhelmi all'Università delle Arti Folkwang di Essen e con il Prof. Erich Penzel a Colonia prima di ottenere la posizione di corno solista dell'Alte Oper di Francoforte all'età di 19 anni.
Ha ricoperto la stessa posizione con l'Orchestra del Festival di Bayreuth, l'Orchestra Filarmonica di Nice e la Deutsches Symphonie Orchester Berlin. Nel 1993 Stefan Dohr è stato scelto come primo corno dei Berliner Philharmoniker.
Come solista Stefan Dohr ha lavorato con molti celebri direttori d'orchestra, tra cui Daniel Barenboim, Bernard Haitink e Christian Thielemann, oltre a Claudio Abbado che lo ha invitato anche ad esibirsi come primo corno con l'Orchestra del Festival di Lucerna.
Oltre al repertorio solista del periodo classico e romantico, l'interesse di Stefan Dohr si concentra su opere contemporanee, come per esempio di György Ligeti, Oliver Knussen e Volker David Kirchner. Nel marzo 2008 ha eseguito la prima mondiale di un concerto per corno appositamente composto per lui dal compositore austriaco Herbert Willi.
I suoi impegni come musicista da camera ricercato includono vari gruppi con i suoi colleghi filarmonici e spettacoli con partner come Maurizio Pollini, Lars Vogt, Kolja Blacher, Ian Bostridge. È anche un membro costante dell'Ensemble Wien-Berlin. Questo gruppo ha celebrato il suo 25 ° anniversario nel 2008 con una serie di concerti, tra cui uno al Festival di Lucerna dove il gruppo ha eseguito la prima mondiale di un nuovo brano del compositore australiano Brett Dean.
Nel luglio 2007 è stato pubblicato il CD „Opera“ che Stefan Dohr aveva registrato con i suoi colleghi della sezione dei corni della Berliner Philharmoniker.